# Ла Роша (Л'Аквила)
Ла Роша (итал. La Roscia) је насеље у Италији у округу Л'Аквила, региону Абруцо.
Према процени из 2011. у насељу је живело 23 становника. Насеље се налази на надморској висини од 536 м.